# Wang Nan
Wang Nan, čínsky 王楠 (* 23. října 1978 Fu-šun) je čínská stolní tenistka.
V letech 1999 až 2001 byla nepřetržitě téměř dva roky světovou jedničkou na ženském žebříčku ITTF.
Wang Nan je levačka s evropským držením pálky, známá především přesným umisťováním útočných úderů po celé ploše stolu.

## Dosažené úspěchy
- 2000 – zlatá olympijská medaile ve dvouhře
- 2000 a 2004 – zlatá olympijská medaile ve čtyřhře žen
- 1999, 2001 a 2003 – zlatá medaile ve dvouhře na mistrovství světa
- 1999, 2001, 2003 a 2005 – zlatá medaile ve čtyřhře žen na mistrovství světa
- 2003 – zlatá medaile ve smíšené čtyřhře na mistrovství světa
- 1997, 2000, 2001 a 2004 – zlatá medaile v soutěži ženských družstev na mistrovství světa